# 湖云乡
湖云乡，是中华人民共和国江西省上饶市万年县下辖的一个乡镇级行政单位。

## 行政区划
湖云乡下辖以下地区：
西湾村、吾峰村、黄家村、栎山村、刘夏村、邱夏村、白马村、湖云村和标林村。